# Хюнюнен, Йоуни
Йо́уни Хю́нюнен (фин. Jouni Kalervo Hynynen; род. в 15 февраля 1970 года, Йоутсено, Финляндия) — финский музыкант, вокалист и лидер группы Kotiteollisuus. Также играл в группе Pronssinen Pokaali. Кроме того, принимал участие в записи альбомов Once группы Nightwish и Vuoden synkin juhla и Unholan urut группы Viikate.